# Большая Мушерань
Большая Мушерань (мар. Кугу Маршан) — деревня в Моркинском районе Республики Марий Эл. Входит в состав Шалинского сельского поселения.

## География
Находится в юго-восточной части республики Марий Эл на расстоянии приблизительно 13 км по прямой на запад от районного центра посёлка Морки.

## История
Известна с 1763 года как деревня с населением 342 человека. В 1839 году в деревне насчитывалось 15 дворов, 55 мужчин. В 1895 году в деревне проживали 275 человек, мари, в 1924 году 374 человека, из них мари — 344, среди остальных в основном татары. В 1932 году в деревне находилось 79 хозяйств, проживали мари — 354, татар — 39. В 1959 году здесь было отмечено 322 человека. В 2004 году в деревне находилось 55 хозяйств. В советское время работали колхозы «Тумер», «Красный Октябрь» и «Победа».

## Население
Население составляло 177 человек (мари 92 %) в 2002 году, 139 в 2010.